# Сьо Току
Сьо Току (яп. 尚 徳; 1441 — 1 червня 1469) — 6-й ван Рюкю в 1460—1469 роках. Розширив кордони держави, але зрештою призвів до занепаду свого роду.

## Життєпис
Походив з Першої династії Сьо. Другий син вана Сьо Тайкю та Міязато Акарі. Народився 1441 року. 1460 року після смерті батька успадкував трон, оскільки старший син Тайкю — Канахасі був сином доньки Госамару, який загинув внаслідок дій вана, а тому вважався ненадійним. 1461 року Сьо Току отримав підтвердження статусу вана від мінського імператора.
Підтримував торгівлю, яка здійснювалася з Японією, Китаєм, Аюттхаєю, Малаккою, Кореєю. Втім основу складав китайський напрямок.

міцудомое Рюкю

Розпочав активну зовнішню політику, завершивши 1466 року підкорення островів Токара і Амамі. Того ж року відправив посольство до японського сьогуна Асікаґа Йосімаси. В якості свого прапора та знаку обрав міцудомое.
Втім походи спустошили державну скарбницю, яка знаходилося в складній ситуації після великих будівельних проектів Сьо Тайкю. Внаслідок цього в Сьо Току 1468 року вступив у конфлікт зі своїм першим міністром Канамару. Зрештою останній залишив посаду та віддалився у районі Утіма біля міста Нісіхара.
Сьо Току раптово помер 1469 року. Невдовзі Канамару підняв повстання, не дозволивши синам померлого сісти на трон. Його підтримала знать та духовенство, яке було невдоволене політикою Сьо Току. Більшість членів родини Току було страчено або вигнано з Окінави. Новим ваном оголосили Канамару під ім'ям Сьо Ен, що став засновником Другої династії Сьо.